# Drosophila orphnaea
Drosophila orphnaea är en tvåvingeart som beskrevs av Léonidas Tsacas 2001. Drosophila orphnaea ingår i släktet Drosophila och familjen daggflugor.
Artens utbredningsområde är Kamerun.